# Ute Geisenberger
Ute Geisenberger (* 24. November 1976 in Freiburg im Breisgau) ist eine deutsche Juristin. Sie ist seit dem 23. Januar 2023 Richterin am Bundesfinanzhof.

## Leben und Wirken
Geisenberger absolvierte in den Jahren 1996 bis 1999 zunächst eine Ausbildung zur Dipl. Finanzwirtin (FH) in der Finanzverwaltung des Landes Baden-Württemberg. Anschließend studierte sie Rechtswissenschaften an der Albert-Ludwigs-Universität Freiburg. Nach Abschluss ihrer juristischen Ausbildung war Geisenberger seit 2006 als Rechtsanwältin, später auch als Steuerberaterin, tätig. 2014 wechselte sie an das Finanzgericht Baden-Württemberg. Von Juni 2015 bis Ende 2017 war sie als wissenschaftliche Mitarbeiterin an das Bundesverfassungsgericht abgeordnet. Geisenberger ist promoviert.
Mit der Ernennung zur Richterin am Bundesfinanzhof am 23. Januar 2023 wies das Präsidium Geisenberger dem VIII. Senat zu, der im Wesentlichen für Einkünfte aus selbständiger Tätigkeit und aus Kapitalvermögen zuständig ist.